# Токжайлауський сільський округ
Токжайла́уський сільський округ (каз. Тоқжайлау ауылдық округі, рос. Токжайлауский сельский округ) — адміністративна одиниця у складі Алакольського району Жетисуської області Казахстану. Адміністративний центр — село Токжайлау.
Населення — 2288 осіб (2021; 2682 у 2009, 2916 у 1999, 3655 у 1989).
Станом на 1989 рік існувала Дзержинська сільська рада (село Дзержинське) колишнього Андрієвського району.